# بخش ایکرا
بخش ایکرا (به سوئدی: Ekerö kommun) یک ناحیه شهرداری در سوئد است که در شهرستان استکهلم واقع شده‌است.